# Bréauté
Bréauté is een gemeente in het Franse departement Seine-Maritime (regio Normandië) en telt 1120 inwoners (2004). De plaats maakt deel uit van het arrondissement Le Havre. In de gemeente ligt spoorwegstation Bréauté-Beuzeville.

## Geografie
De oppervlakte van Bréauté bedraagt 13,8 km², de bevolkingsdichtheid is 81,2 inwoners per km².
De onderstaande kaart toont de ligging van Bréauté met de belangrijkste infrastructuur en aangrenzende gemeenten.

## Demografie
Onderstaande figuur toont het verloop van het inwonertal (bron: INSEE-tellingen).